# Filaret Moskovski
Filaret Moskovski, pravim imenom Fjodor Nikitič Romanov (rus. Фео́дор Ники́тич Рома́нов) (Moskva, oko 1553. – Moskva, 1. listopada 1633.), ruski boljar i patrijarh Moskovski i sve Rusije (1619. – 1633.), koji je vladao Rusijom zajedno sa svojim sinom, ruskim carem Mihajlom I. Fjodorovičem (1613. – 1645.), prvim carem iz dinastije Romanov.
Fjodor Nikitič bio je drugorođeni sin uglednog boljara Nikite Romanoviča (1522. – 1586.) i prvi član obitelj koji je uzeo prezime Romanov. Za vladavine njegova rođaka, cara Fjodora I. Ivanoviča, posljednjeg muškog izdanka dinastije Rjurikoviča, Fjodor Nikitič se istaknuo u vojnoj i diplomatskoj službi. Poslije careve smrti 1598. godine, Fjodor Nikitič je bio jedan od kandidata za carsku krunu, no pristao je na izbor Borisa Godunova za novog vladara. Budući da su u to vrijeme Romanovi postali jako ugledna i utjecajna obitelj, novi car je prisilio Fjodora Nikitiča i njegovu suprugu Kseniju Ivanovnu Šestovu da se zamonaše pod imenima Filaret i Marta. Filaret je držan u strogom zatočeništvu u manastiru Antonijev na sjeveru Rusije iz kojeg ga je oslobodio Lažni Dimitrije I. i 1605. godine postavio ga za mitropolita u Rostovu.
Godine 1609. dospio je pod kontrolu Lažnog Dimitrija II. koji ga je imenovao patrijarhom cijele Rusije. U razdoblju 1610. – 1618. godine bio je zarobljenik poljskog kralja Sigismunda III. Vase (1587. – 1632.), kojeg je odbio priznati za cara Rusije. Oslobođen je iz zarobljeništva 1619. godine te je ponovno postavljen za patrijarha. Otada do smrti vladao je kao suvladar svoga sina Mihajla I. i često je donosio odluke bez carevog znanja i pristanka.

## Brak i potomstvo
Filaret je u braku sa Ksenijom Šestovom imao šestoro djece, od kojih su samo dvoje preživjela ranu dob; kći Tatjanu († 1612.) i sina Mihajla I. (1596. – 1645.).